# The Consort of Musicke
The Consort of Musicke è un consort di musica antica britannico fondato nel 1969.

## Il gruppo
Il gruppo è stato fondato a Londra dal liutista Anthony Rooley che ne divenne il direttore. I primi componenti del gruppo furono i soprani Emma Kirkby e Evelyn Tubb, il contralto Mary Nichols, i tenori Paul Agnew, Andrew King e Joseph Cornwell, ed il basso Simon Grant.
L'ensemble si è specializzato nell'esecuzione di musica rinascimentale a cappella, inclusi alcuni autori del primo barocco, in particolar modo inglesi e italiani.
Ha all'attivo la registrazione di oltre 120 dischi, i primi dei quali pubblicati dalla etichetta discografica Decca nella serie L'Oiseau-Lyre. Successivamente il gruppo ha registrato per Deutsche Harmonia Mundi, Virgin Classics e Hyperion. 
Tra i compositori maggiormente oggetto di incisioni discografiche ricordiamo John Dowland (di cui è stata pubblicata l'integrale delle sue opere) e Claudio Monteverdi (con l'incisione dei madrigali).